# Портедж-Крік (Аляска)
Портедж-Крік (англ. Portage Creek) — переписна місцевість (CDP) в США, в окрузі Діллінгем штату Аляска. Населення — 4 особи (2020).

## Географія
Портедж-Крік розташований за координатами 58°54′18″ пн. ш. 157°40′9″ зх. д. / 58.90500° пн. ш. 157.66917° зх. д. (58.904908, -157.669052).  За даними Бюро перепису населення США в 2010 році переписна місцевість мала площу 33,34 км², уся площа — суходіл.

## Демографія
Згідно з переписом 2010 року, у переписній місцевості мешкали 2 особи в 1 домогосподарстві у складі 1 родини. Густота населення становила 0 осіб/км².  Було 12 помешкання (0/км²).
Расовий склад населення:
| - 50,0 % — білих - 50,0 % — корінних американців |

До двох чи більше рас належало 0,0 %. Частка іспаномовних становила 0,0 % від усіх жителів.
За віковим діапазоном населення розподілялося таким чином: 0,0 % — особи молодші 18 років, 100,0 % — особи у віці 18—64 років, 0,0 % — особи у віці 65 років та старші. Медіана віку мешканця становила 48,5 року. На 100 осіб жіночої статі у переписній місцевості припадало 100,0 чоловіків;  на 100 жінок у віці від 18 років та старших — 100,0 чоловіків також старших 18 років.
Цивільне працевлаштоване населення становило 0 осіб. 